# The Rising - Caccia al mio assassino
The Rising - Caccia al mio assassino (The Rising) è una serie televisiva britannica, basata sulla serie belga (Hotel) Beau Séjour e prodotta da Sky Studios. Vede come protagonista Clara Rugaard e ha debuttato su Sky Max il 22 aprile 2022.

## Trama
Ambientata in un piccolo villaggio britannico, Neve Kelly, una giovane ragazza, realizza di essere morta annegata in un lago. Una volta che realizza di essere stata uccisa, è determinata a trovare il suo assassino e ottenere giustizia. Una volta iniziata la sua indagine, Neve scopre che può interferire con il mondo intorno a lei.

## Episodi
| Stagione       | Episodi | Prima TV UK | Prima TV Italia |
| -------------- | ------- | ----------- | --------------- |
| Prima stagione | 8       | 2022        | 2022            |

## Personaggi e interpreti

### Personaggi principali
- Neve Kelly, interpretata da Clara Rugaard, doppiata da Margherita De Risi.
Ragazza 19enne che, risvegliandosi in un lago, scopre di essere stata uccisa perciò decide di indagare sul proprio omicidio.
- Tom Rees, interpretato da Matthew McNulty, doppiato da Alessio Cigliano.
Padre di Neve dipendente dall'alcol.
- Maria Kelly, interpretata da Emily Taaffe, doppiata da Eleonora Reti.
Madre di Neve divorziata da Tom.
- William Wyatt, interpretato da Nicholas Gleaves, doppiato da Alberto Bognanni.
- Daniel Sands, interpretato da Alex Lanipekun, doppiato da Marco Vivio.
Compagno di Maria.
- Joseph Wyatt, interpretato da Solly McLeod, doppiato da Luca Mannocci.
- Michael Wyatt, interpretato da William Ash, doppiato da Gianluca Cortesi.
- Alex Wyatt, interpretata da Nenda Neururer, doppiata da Eva Padoan.
- Katie Sands, interpretata da Robyn Cara, doppiata da Veronica Puccio.
Figlia di Daniel.
- Christine Wyatt, interpretata da Ann Ogbomo, doppiata da Ilaria Latini.
- Diana Aird, interpretata da Rebecca Root.
Detective che indaga sulla morte di Neve.

### Personaggi ricorrenti
- Victoria Sands, interpretata da Laura Aikman.

## Produzione
La serie è la prima produzione interamente interna degli Sky Studios. Le riprese principali sono iniziate nel maggio 2021 nel nord dell'Inghilterra, con location che includevano il Lake District e le aree circostanti di Manchester. Gli otto episodi sono stati suddivisi in quattro blocchi di riprese, con due episodi ciascuno diretti da registi diversi. Le riprese si sono concluse nell'ottobre 2021 e la post-produzione è proseguita fino all'inizio del 2022, con il completamento delle immagini e del suono a Londra.
Il 30 marzo 2023 Sky ha cancellato la serie.

## Promozione
Il 13 aprile 2022 Sky UK ha diffuso il trailer in lingua inglese annunciando che la serie avrebbe debuttato il 22 aprile 2022.

## Distribuzione
In Italia la serie è stata trasmessa su Sky Atlantic il 15 luglio 2022.

### Edizione italiana
La direzione del doppiaggio è di Alessio Bianchi e i dialoghi italiani sono curati da Lucia Paccoi e Emanuela Amato per conto della Studio Emme che si è occupata anche della sonorizzazione.

## Riconoscimenti
- Royal Television Society Craft & Design Awards
  - 2022 – Miglior musica originale nei titoli a Carly Paradis[10]
- Music + Sound Awards, International
  - 2022 – Miglior composizione originale nei titoli di film e serie televisive a Carly Paradis[11]
  - 2022 – Candidata per la miglior composizione originale in un programma televisivo a Carly Paradis[11]